# Sada (Mayotte)
Sada es una comuna francesa situada en el departamento y la región de Mayotte. 
El gentilicio francés de sus habitantes es Sadois.

## Geografía
La comuna se halla situada en el centro oeste de la isla de Mayotte y está formada por las villas de Manjagou y Sada.

## Demografía
| Gráfica de evolución demográfica de Sada (Mayotte) entre 1985 y 2017 |
|                                                                      |

Fuente: Insee